# De beste
De beste of De beste van 2010 is een tv-programma van BNN uit begin 2011. In het programma is presentator Valerio Zeno op zoek naar de beste uitvoerder van een bepaald ambacht. Alle kandidaten zijn onder de 26.
Het eerste seizoen van vijf afleveringen werden uitgezonden tussen maandag 3 en vrijdag 7 januari 2011, tussen half 8 en half 9 's avonds. De afleveringen worden op dezelfde dag tussen half 12 en half 5 elk uur herhaald.

## Afleveringen
| # | Datum                    | Aflevering                     | Kijkcijfers | Plek |
| - | ------------------------ | ------------------------------ | ----------- | ---- |
| 1 | maandag 3 januari 2011   | De beste slager van 2010       | 350.000     | -    |
| 2 | dinsdag 4 januari 2011   | De beste loodgieter van 2010   | 304.000     | -    |
| 3 | woensdag 5 januari 2011  | De beste banketbakker van 2010 | 335.000     | -    |
| 4 | donderdag 6 januari 2011 | De beste timmerman van 2010    | 330.000     | -    |
| 5 | vrijdag 7 januari 2011   | De beste kapper van 2010       | 421.000     | -    |

3 op Reis ·
Afkicken ·
De allerslechtste echtgenoot van Nederland ·
Atletico Ananas ·
AVRO's Sterrenslag ·
Baby te huur ·
De Badgasten ·
De beste ·
Bitches ·
Bloed, Zweet en Luxeproblemen ·
Break Free · 
Cash Cab ·
Comedy Live ·
Costa! ·
Crazy 88 ·
Dennis en Valerio vs de rest ·
Dennis vs Valerio ·
Doe Maar Normaal ·
Egoland ·
Feuten ·
Finals ·
Floortje en de ambassadeurs · 
Floortje naar het einde van de wereld ·
Get Smarter in a Week ·
Golden Oldies ·
De Grote Donorshow ·
Hey DJ ·
Je zal het maar hebben ·
Je zal het maar zijn ·
Kannibalen ·
Katja vs Bridget ·
Katja vs De Rest ·
Kebab TV ·
De Klimaatpolitie ·
Lama gezocht ·
De Lama's ·
Lijst 0 ·
Loverboys ·
MaDiWoDoVrijdagshow ·
De Man met de Hamer ·
Mystery Party ·
De Nationale Eettest ·
De Nationale IQ Test ·
Neuken doe je zo! ·
De Nieuwste Show ·
Nu we er toch zijn ·
Onderweg naar Morgen ·
Over Mijn Lijk ·
Ranking the Stars ·
Rat van Fortuin ·
Ruben vs Geraldine ·
Ruben vs Katja ·
Ruben vs Sophie ·
Het schnitzelparadijs ·
De School ·
De slechtste chauffeur van Nederland ·
Sluipschutters ·
Smeris ·
De Social Club ·
Spuiten en Slikken ·
De Stalkshow ·
StartUp ·
Sterretje Gezocht ·
Stop in the Name of Love ·
Tessa ·
Tequila ·
Top of the Pops ·
Try Before You Die ·
Van God Los ·
Vier handen op één buik ·
VOC ·
Vrijdag op Maandag ·
Waar kan ik je 's nachts voor wakker maken? ·
Walhalla ·
Weg met BNN ·
De Zeven Zeeën